# 앱 스토어 (애플)
앱 스토어(영어: App Store)는 애플이 운영하고 있는 아이폰, 아이패드 및 아이팟 터치용 응용 소프트웨어 다운로드 서비스이다. 아이폰 3G가 발표될 즈음인 2008년 7월 10일부터 아이튠즈의 업데이트 형태로 서비스가 시작되었다.
"앱 스토어"란 이름은 "애플의 응용 소프트웨어 가게 (Apple Application Software Store)"란 의미를 담고 있다.
개인용 컴퓨터에서 아이튠즈를 이용하거나, 아이폰 및 아이팟 터치의 메뉴에서 직접 3G 네트워크 혹은 Wi-Fi를 경유하여(아이팟 터치의 경우는 Wi-Fi만 지원) 소프트웨어를 다운로드할 수 있다. 다운로드할 수 있는 소프트웨어는 유료 및 무료가 있으며, 무료 소프트웨어를 다운로드할 때도 아이튠즈 스토어의 계정이 필요하다.
일반 이용자는 자신이 개발한 응용 소프트웨어를 앱 스토어를 통해 등록할 수 있다. 이를 위해서는 애플과 개발자 계약을 한 후, 인텔의 CPU가 탑재된 매킨토시의 Mac OS X 10.5 이상의 운영 체제에서 Xcode, 아이폰 SDK 등의 개발 도구를 이용하여 작성한 다음 앱 스토어를 통해 전 세계를 대상으로 판매할 수 있다. 이를 위해 개발자로서 등록하는 데에는 연간 99 달러의 비용이 든다. 유료 소프트웨어의 판매 가격은, 개발자가 자유롭게 매길 수 있으며, 판매 수익의 30%를 애플이 수수료 및 호스팅 비용으로 받는 형태이다.
앱 스토어는 아이폰 및 아이팟 터치의 운영 체제 버전이 2.0 이상이어야 이용할 수 있으며, 컴퓨터에서 이용하는 경우 아이튠즈 7.7 이상부터 이용할 수 있다. 다만 아이폰 OS 3.0 출시 이후 등록된 응용 프로그램은 운영 체제 버전 2.0 에서는 설치할 수 없는 것들이 대부분이다.
2011년 1월 22일에 100억 다운로드 횟수를 돌파하였다.

## iOS 애플리케이션 수
| 날짜             | 이용 가능한 앱 | 다운로드 수      |
| ---------------- | -------------- | ---------------- |
| 2008년 7월 11일  | 500            | N/A              |
| 2008년 7월 14일  | 800            | 10,000,000       |
| 2008년 9월 9일   | 3,000          | 100,000,000      |
| 2009년 1월 16일  | 15,000         | 500,000,000      |
| 2009년 3월 17일  | 25,000         | 800,000,000      |
| 2009년 4월 24일  | 35,000         | 1,000,000,000    |
| 2009년 6월 8일   | 50,000         | 1,000,000,000+   |
| 2009년 7월 14일  | 50,000         | 1,500,000,000    |
| 2009년 9월 28일  | 85,000         | 2,000,000,000    |
| 2009년 11월 4일  | 100,000        | 2,000,000,000+   |
| 2010년 1월 5일   | 140,000+       | 3,000,000,000+   |
| 2010년 2월 12일  | 150,000+       | 3,000,000,000+   |
| 2010년 6월 7일   | 225,000+       | 5,000,000,000+   |
| 2010년 8월 28일  | 250,000+       | 5,000,000,000+   |
| 2010년 9월 1일   | 250,000+       | 6,500,000,000    |
| 2010년 10월 20일 | 300,000        | 7,000,000,000    |
| 2011년 1월 22일  | 350,000+       | 10,000,000,000+  |
| 2011년 7월 7일   | 425,000+       | 15,000,000,000+  |
| 2011년 10월 4일  | 500,000+       | 18,000,000,000+  |
| 2012년 3월 2일   | 500,000+       | 25,000,000,000   |
| 2012년 6월 11일  | 650,000+       | 30,000,000,000+  |
| 2012년 9월 12일  | 700,000+       | 30,000,000,000+  |
| 2013년 1월 7일   | 775,000+       | 40,000,000,000+  |
| 2013년 1월 28일  | 800,000+       | 40,000,000,000+  |
| 2013년 4월 24일  | 800,000+       | 45,000,000,000+  |
| 2013년 5월 16일  | 850,000+       | 50,000,000,000+  |
| 2013년 6월 10일  | 900,000+       | 50,000,000,000+  |
| 2013년 10월 22일 | 1,000,000+     | 60,000,000,000+  |
| 2014년 6월 2일   | 1,200,000+     | 75,000,000,000+  |
| 2014년 9월 9일   | 1,300,000+     | 75,000,000,000+  |
| 2015년 1월 8일   | 1,400,000+     | 75,000,000,000+  |
| 2015년 6월 8일   | 1,500,000+     | 100,000,000,000+ |
| 2016년 6월 13일  | 2,000,000+     | 130,000,000,000+ |
| 2017년 1월 5일   | 2,200,000      | 130,000,000,000+ |

### 아이패드 애플리케이션 수
| 날짜             | 네이티브 아이패드 앱 수 |
| ---------------- | ----------------------- |
| 2010년 4월       | 3,000                   |
| 2011년 1월       | 60,000                  |
| 2011년 7월       | 100,000                 |
| 2011년 11월      | 140,000                 |
| 2013년 1월 7일   | 300,000+                |
| 2013년 10월 22일 | 475,000                 |
| 2015년 2월 25일  | 725,000+                |
| 2016년 3월 21일  | 1,000,000               |

## 같이 보기
- 애플